# Táncsics Mihály utca

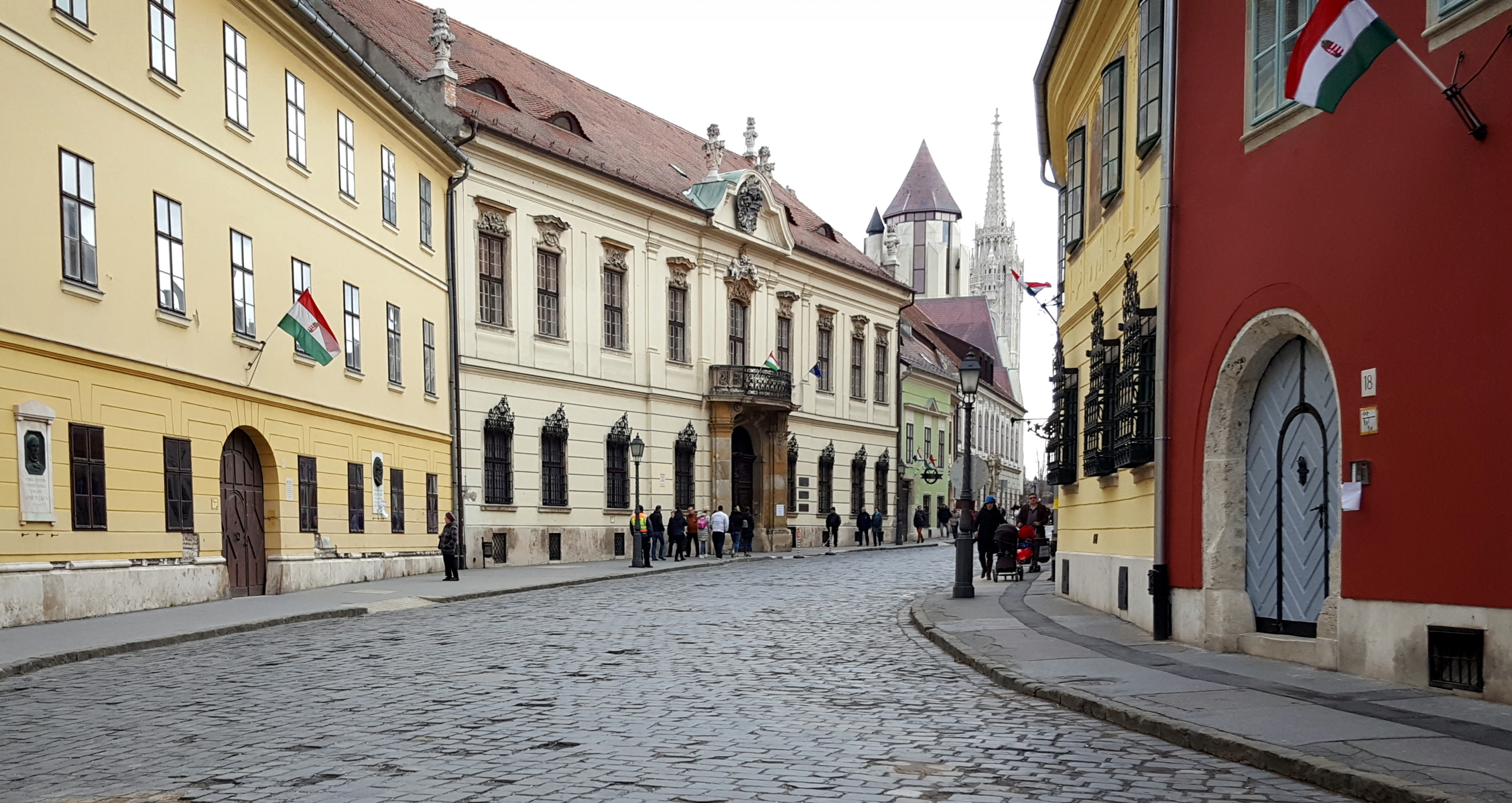
Táncsics Mihály utca

De Táncsics Mihály utca is een straat in Boedapest aan de Boedazijde op de Burchtheuvel. De straat ligt niet ver van de Matthiaskerk. De straat is genoemd naar een landarbeider en opstandeling in de revolutie tegen de Oostenrijkers in 1848, Mihály Táncsics. 
De meeste huizen aan deze straat hebben een barokke-gevel; Vanaf de 15e eeuw woonden hier de joodse bevolking van de burchtstad. De brede huizen op nº 21 en 23 laten stucwerk rond de ramen zien. Op nº 26 aan de rechterkant van de straat, zijn de fundamenten van een ouder bewaard gebleven synagoge met Joodse grafstenen bewaard gebleven.
In deze straat werd de driedelige tv-film "Wallenberg" gedraaid met onder meer Richard Chamberlin als Raoul Wallenberg. Deze straten op de Boeddhaheuvel lenen zich uitstekend voor 18e-, 19e- en 20e-eeuwse filmdecors, die hier regelmatig worden gedraaid. De politieke medewerker van de Zweedse ambassade, Raoul Wallenberg, redde tijdens de Tweede Wereldoorlog, vele Hongaarse joden uit de handen van de nazi's, door toedoen van valse Zweedse paspoorten en zijn politieke bemiddeling bij de Duitsers. Hijzelf werd door de Russen in januari 1945 weggeleid, eerst naar Moskou en daarna naar Siberië getransporteerd, en daarna terug naar Moskou, waar hij zou zijn overleden. Men hoorde daarna niets meer van hem. Politieke bemiddelingen van de Zweedse overheid, voor zijn vrijlating, bracht niets op. Vermoedelijk is hij in Siberië of in Moskou gestorven.
Op nº 9, schuin tegenover de synagoge, staat een huis met diepe kelders dat in de 19e eeuw dienstdeed als opslagplaats voor buskruit en gevangenis. Lajos Kossuth, de voorvechter en voorbereider van de revolutie van 1848 tegen de Habsburgers, heeft hier gevangengezeten.
Het huis maakt een vervallen indruk en is duidelijk aan restauratie toe, wat nu is gebeurd. Het huis ernaast, op nº 7, is goed onderhouden. Hier logeerde Beethoven in 1800 voor hij een concert gaf in het Burchttheater. 
Het is nu een museum voor Muziekgeschiedenis, alsook een uitgebreid museum van Béla Bartók, de Hongaarse componist (1881-1945).
De Hongaarse volksmuziek is gebaseerd op meest eeuwenoude boerenliederen en dansen.
Béla Bártók en Zoltán Kodály (1882-1967) hebben zo'n 3500 van die boerenliederen verzameld en voor het nageslacht bewaard.
Alsook zijn er vele muziekinstrumenten, zowel uit de concertzalen als van het boerenplatteland te bewonderen.